# Мала Шевченківська премія

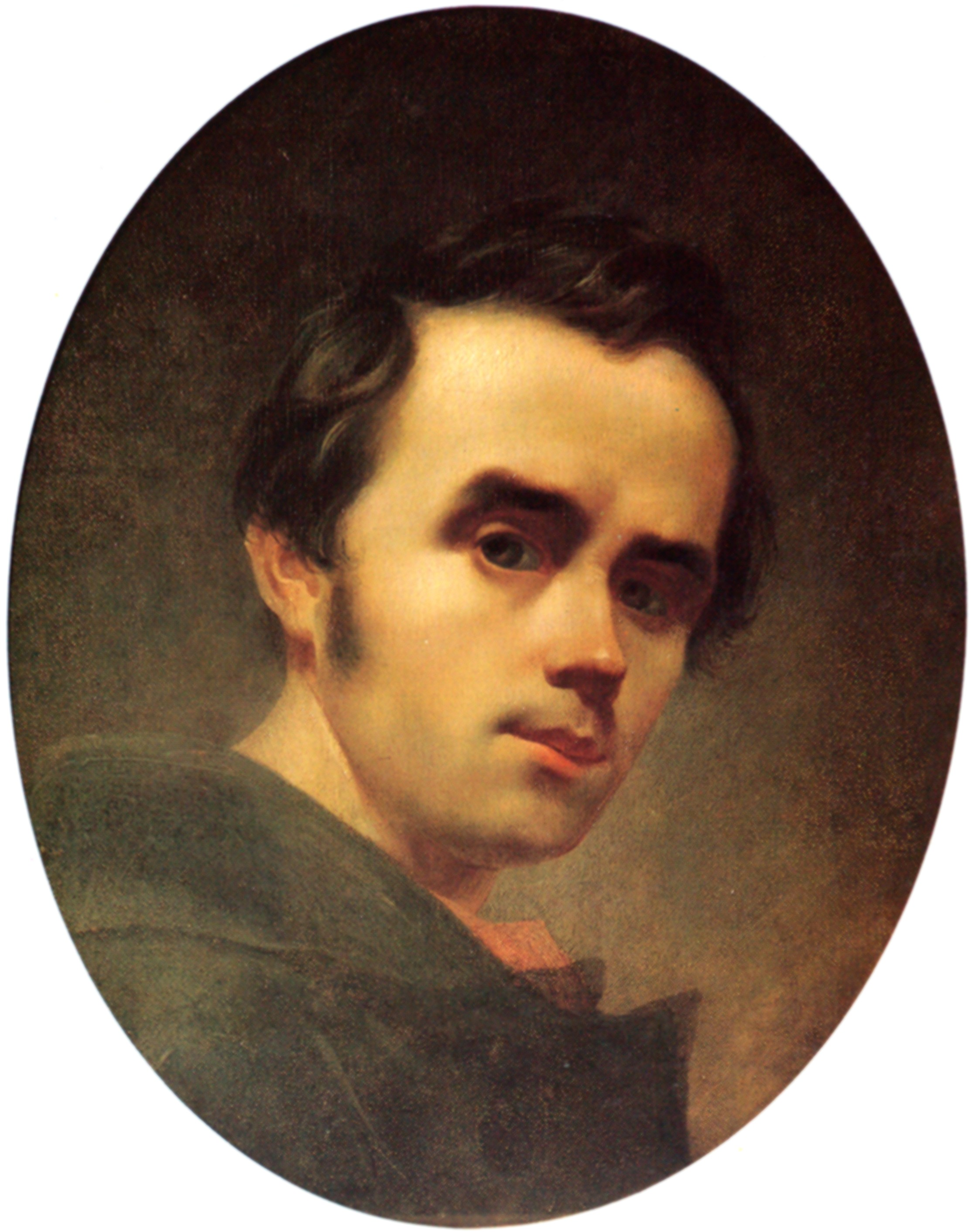
Тарас Шевченко, 1840

Мала Шевченківська премія (офіційно — Мала Державна премія України імені Тараса Шевченка) існувала з 1997-го по 1999-й рік. 

## Історія заснування премії
Встановлена у 1997 році за пропозицією тодішнього голови  Шевченківського комітету письменника Володимира Яворівського для нагородження молодих митців віком до 35 років за найкращий творчий дебют.

Творча інтелігенція в більшості критично сприйняла цю премію:
|                                                                                   | «Була раніше така комічна ситуація - існувала мала Шевченківська премія. Виходило, що лауреат, виростаючи, вже не міг отримати зрілої, повноцінної премії» |
| — поет Лубківський Роман Мар'янович, голова Шевченківського комітету в 2008 році. | |

|                                                                         | «Коли головою Шевченківського комітету був Володимир Яворівський, то зробив так звану „малу Шевченківську“. Вона проіснувала недовго. Тепер ці „малі лауреати“ (серед них — Олесь Ульяненко) почуваються досить незручно. Прикро, коли предметом експериментів і шахрайства стає премія, тісно пов’язана з іменем Тараса Шевченка — людини, яка чи не найбільше зробила для створення української нації» |
| — голова письменницької організації «Літературний форум» Роман Кухарук. | |

В 1999 році малу Шевченківську премію було скасовано.

## Лауреати премії
- 1997 — Олесь Ульяненко, письменник, — за роман «Сталінка»

- 1998 — Ольга Нагорна, Михайло Дідик, артисти, — за виконання головних партій Джільди і Герцога в опері «Ріголетто» Дж. Верді у Національній опері України

- 1999 — Богдан Мазур, скульптор, — за пам'ятники Сергію Параджанову у Києві та «Ангел скорботи» у Хмельницькому.[3]

## Зноски
1. ↑  Борис КОЗЛОВСЬКИЙ. Шевченківська премія. Хто останній?. Архів оригіналу за 17 серпня 2008. Процитовано 2 березня 2011.
2. ↑  Шевченківська премія дискредитована?. Архів оригіналу за 17 березня 2010. Процитовано 2 березня 2011.
3. ↑  Про присудження Державних премій України імені Тараса Шевченка 1999 року. — Указ Президента України, 4.03.1999. Архів оригіналу за 14.08.2013. Процитовано 24.08.2011.